# 2017-es MTV Movie & TV Awards
A 2017-es MTV Movie Awards díjátadó ünnepségét 2017. május 7-én tartották a kaliforniai Shrine Auditorium-ban, a házigazda Adam DeVine volt. A műsort az MTV, az MTV2, a VH1, a BET, az MTV Classic, a TV Land, a Comedy Central, a Logo TV és a Spike csatorna közvetítette. Ez volt az első olyan gála, amelyen már a televíziós sorozatokat is díjazták.

## Díjazottak és jelöltek
A nyertesek a táblázat első sorában, félkövérrel vannak jelölve.
| Legjobb film | Legjobb sorozat |
| --- | --- |
| - A szépség és a szörnyeteg - Egy magányos tinédzser - Tűnj el! - Logan – Farkas - Zsivány Egyes – Egy Star Wars-történet | - Stranger Things - Atlanta - Trónok harca - Bizonytalan - Hatalmas kis hazugságok - Rólunk szól |
| Legjobb színész filmben | Legjobb színész sorozatban |
| - Emma Watson – A szépség és a szörnyeteg - Taraji P. Henson – A számolás joga - Daniel Kaluuya – Tűnj el! - Hugh Jackman – Logan – Farkas - James McAvoy – Széttörve - Hailee Steinfeld – Egy magányos tinédzser                                                                           | - Millie Bobby Brown – Stranger Things - Emilia Clarke – Trónok harca - Donald Glover – Atlanta - Jeffrey Dean Morgan – The Walking Dead - Mandy Moore – Rólunk szól - Gina Rodriguez – Szeplőtelen Jane |
| Legjobb hős | Legjobb gonosz |
| - Taraji P. Henson – A számolás joga - Stephen Amell – A zöld íjász - Millie Bobby Brown – Stranger Things - Mike Colter – Luke Cage - Grant Gustin – Flash – A Villám - Felicity Jones – Zsivány Egyes – Egy Star Wars-történet                                                            | - Jeffrey Dean Morgan – The Walking Dead - Wes Bentley – Amerikai Horror Story: Roanoke - Demogorgon – Stranger Things - Jared Leto – Suicide Squad – Öngyilkos osztag - Allison Williams – Tűnj el! |
| Legjobb csók | Legjobb duó |
| - Ashton Sanders és Jharrel Jerome – Holdfény - Zac Efron és Anna Kendrick – Mike és Dave esküvőhöz csajt keres - Taraji P. Henson és Terrence Howard – Empire - Emma Stone és Ryan Gosling – Kaliforniai álom - Emma Watson és Dan Stevens – A szépség és a szörnyeteg                     | - Hugh Jackman és Dafne Keen – Logan – Farkas - Josh Gad és Luke Evans – A szépség és a szörnyeteg - Brian Tyree Henry és Keith Stanfield – Atlanta - Daniel Kaluuya és Lil Rel Howery – Tűnj el! - Adam Levine és Blake Shelton – The Voice - Martha Stewart és Snoop Dogg – Martha & Snoop's Potluck Dinner Party                                                                                            |
| Legjobb házigazda | Legjobb újgenerációs színész |
| - Trevor Noah – The Daily Show - Samantha Bee – Full Frontal with Samantha Bee - Ellen DeGeneres – The Ellen DeGeneres Show - John Oliver – Last Week Tonight with John Oliver - RuPaul – RuPaul’s Drag Race                                                                                | - Daniel Kaluuya – Tűnj el! - Riz Ahmed – Zsivány Egyes – Egy Star Wars-történet - Chrissy Metz – Rólunk szól - Issa Rae – Bizonytalan - Yara Shahidi – Feketék fehéren |
| Legjobb dokumentumfilm | Legjobb amerikai történet |
| - 13th - Nem vagyok a rabszolgád - O.J.: Egy amerikai hős - This Is Everything: Gigi Gorgeous - Time: The Kalief Browder Story | - Feketék fehéren - Amerika Huangjai - Szeplőtelen Jane - Holdfény - Transparent |
| Leghumorosabb alakítás | Legjobb reality |
| - Lil Rel Howery – Tűnj el! - Will Arnett – Lego Batman – A film - Adam DeVine – A munka hősei - Ilana Glazer és Abbi Jacobson – Broad City - Seth Rogen – Virsliparti - Seth MacFarlane – Family Guy                                                                                       | - RuPaul’s Drag Race - America’s Got Talent - The Bachelor - MasterChef Junior - The Voice |
| Legjobb zenés rész | Legjobb produkció a rendszer elleni harcról |
| - "You're the One That I Want" – Grease élő - "Beauty and the Beast" – A szépség és a szörnyeteg - "Can't Stop the Feeling!" – Trollok - "How Far I'll Go" – Vaiana - "City of Stars" – Kaliforniai álom - "Be That As It May" – The Get Down - "You Can't Stop the Beat" – Hairspray Live! | - A számolás joga - Tűnj el! - Loving - Luke Cage - Mr. Robot |
| Legkönyfakasztóbb jelenet | Legtrendibb jelenet |
| - Rólunk szól - Trónok harca - A Grace klinika - Mielőtt megismertelek - Holdfény | - "Run the World" - Lip Sync Battle - "Sean Spicer's Press Conference" - Saturday Night Live - "Lady Gaga's Carpool Karaoke" - The Late Late Show with James Corden - "Cash Me Outside How Bow Dat" - Dr. Phil - "Wheel of Musical Impressions with Demi Lovato" - The Tonight Show Starring Jimmy Fallon - "Wionna Ryder reakciója arra, hogy Screen Actors Guild-díjat nyert" - 23. Screen Actors Guild-gála |

### MTV Generation Award
- A Halálos iramban-franchise

## Statisztika

### Egynél több jelöléssel bíró filmek
- 7 jelölés: Tűnj el!
- 5 jelölés: A szépség és a szörnyeteg
- 3 jelölés: A számolás joga, Logan - Farkas, Holdfény, Zsivány Egyes - Egy Star Wars-történet
- 2 jelölés: Egy magányos tinédzser, Kaliforniai álom

### Egynél több jelöléssel bíró televíziós műsorok
- 4 jelölés: Különös dolgok
- 3 jelölés: Atlanta, Trónok harca, Rólunk szól
- 2 jelölés: Feketék fehéren, Bizonytalan, Szeplőtlen Jane, Luke Cage, RuPaul's Drag Race, The Voice, The Walking Dead